# Triangle Choke
Een Triangle Choke (of ook Triangle Chokehold genoemd) is een worstelgreep die vooral gekend is als houdgreep van Mark Calaway in de WWE.
Het is een type van een Figure-Four Chokehold waarmee je de tegenstander kan wurgen door zijn nek en arm in te sluiten met je benen. De benen nemen de houding aan van een driehoek (in het Engels triangle), vandaar dat het de Triangle Chokehold genoemd wordt.

## Verwarring
Er bestaat veel verwarring rond het begrip Triangle Choke. Veel mensen denken dat Vickie Guerrero deze aanval verbood, maar dat is niet waar. De verwarring doet zich voor met een naaste verwant van de Triangle Choke, namelijk de Gogoplata (ook wel Triangle Stretch genoemd). Dit is de houdgreep die door Vickie Guerrero verboden is en niet de Triangle Choke.

## Verschil
Het verschil tussen de Triangle Choke en de Gogoplata is eenvoudig te herkennen. Bij de Triangle Chokehold is de gebruiker zijn rechterbeen over de nek gelegd en haakt zijn linkerbeen daarover in, zodat het de benen de vorm krijgen van het cijfer vier (vandaar het Engelse Figure-Four).
Bij de Gogoplata legt de gebruiker zijn rechterbeen in de hals van de tegenstander en haakt dan in met zijn linkerbeen. Vervolgens trekt de gebruiker de tegenstander zijn hoofd omlaag zodat hij stikt door het rechterbeen.